# 安藤美姬
安藤美姬（1987年12月18日—），是一位著名日本花样滑冰運動員。安藤美姬在2007年世界花样滑冰锦标赛上成为亚洲第五位女子单人滑世界冠军，也是2011年四大洲花式滑冰錦標賽冠軍、2004年世界青年花式滑冰錦標賽冠軍與3次（2004年、2005年和2010年）日本花式滑冰錦標賽冠軍。安藤美姬是第一位完成四周跳的女子選手。

## 生涯

### 早期

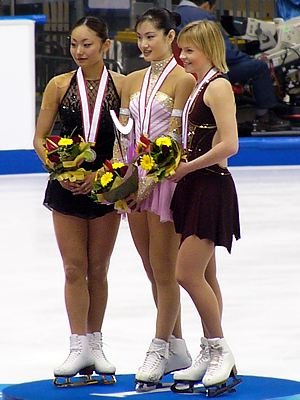
安藤美姬於2004年國際滑冰聯盟花式溜冰大獎賽日本站頒獎典禮

安藤美姬出生在日本爱知县名古屋，8歲時父親去世。安藤美姬8歲时開始學習滑冰，並於11歲时首次完成三周跳。中京大學附属中京高等學校毕业后在丰田汽车公司工作，并且就读于中京大学体育系。
她之後成為門奈裕子的學生，當時淺田真央和淺田舞也是門奈裕子的學生。2000-2001賽季開始，她師從教練佐藤信夫，表演特色是勾手三周跳－後外三周跳。
2001年－2002年賽季，她贏得了日本青年花式滑冰錦標賽以及國際滑冰聯盟青少年花式溜冰大獎賽總決賽冠軍。她還贏得日本花式滑冰錦標賽銅牌。
安藤美姬在2002年－2003年國際滑冰聯盟青少年大獎賽總決賽創造歷史，完成後內四周跳，並成為第一位完成四周跳的女選手，也是唯一一位完成曾這種動作的女運動員。那個賽季，她奪得日本全國青少年花式滑冰冠軍，在世界青年花式滑冰錦標賽獲得亞軍。
安藤美姬在2003年－2004年賽季表現相當搶眼，贏得了所有青少年比賽冠軍，包括青少年大獎賽總決賽、世界青年花式滑冰錦標賽與全國青少年花式滑冰冠軍（連續三次冠軍）。她還贏得了日本花式滑冰錦標賽冠軍，首次參加世界花式滑冰錦標賽則獲得第四名。

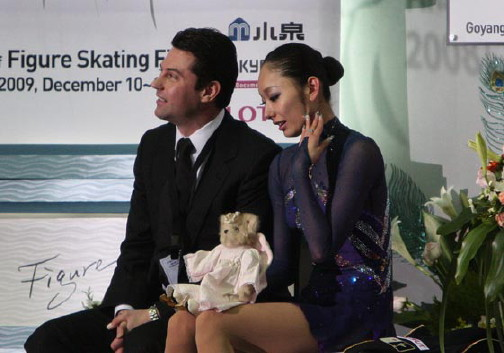
安藤美姬與教練尼古拉·莫羅佐夫

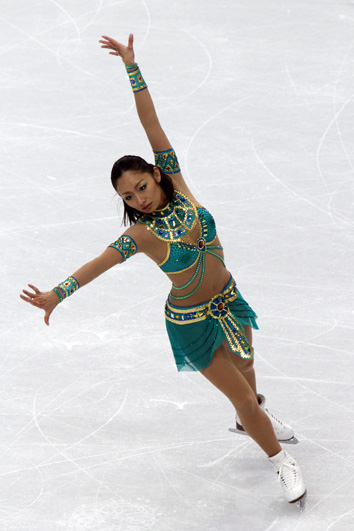
安藤美姬於2010年冬季奧運會演出

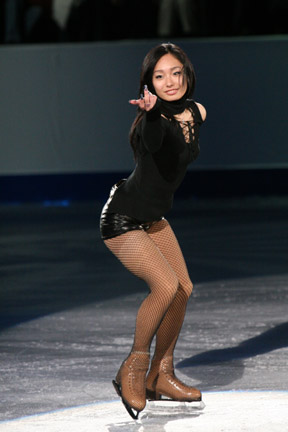
安藤美姬在2008年四大洲花式滑冰錦標賽演出

### 2004年－2005年賽季
2004年－2005年賽季是安藤美姬第一個完整賽季。她獲得國際滑冰聯盟花式溜冰大獎賽日本站銀牌，於國際滑冰聯盟花式溜冰大獎賽總決賽於獲得第四名。她第二次贏得日本花式滑冰錦標賽，在2005年世界花式滑冰錦標賽則獲得第6名。

### 2005年－2006年賽季
為了準備2005年－2006年賽季與2006年冬季奧運會，安藤美姬與卡羅爾·海斯·詹金斯搬遷到美國培訓。安藤美姬在國際滑冰聯盟花式溜冰大獎賽俄羅斯站摘得銀牌，但是在2005國際滑冰聯盟花式溜冰大獎賽日本站與國際滑冰聯盟花式溜冰大獎賽總決賽只獲得第4名。安藤美姬在日本花式滑冰錦標賽僅獲第6名。
考慮到兩個賽季的表現，安藤美姬入選了日本國家奧運代表隊。安藤美姬在2006年冬季奧運會上，於自由滑項目摔倒三次後（並嘗試完成四周跳），僅獲第15名。

### 2006年－2007年賽季
2006年－2007年賽季，安藤美姬再次變更教練，新教練是尼古拉·莫羅佐夫。安藤美姬在2006年－2007年賽季取得了不俗表現，贏得了2006年國際滑冰聯盟花式溜冰大獎賽美國站，並在2006年國際滑冰聯盟花式溜冰大獎賽法國站獲得銀牌。她也順利參加國際滑冰聯盟花式溜冰大獎賽總決賽，最終獲得第5名。
安藤美姬在日本花式滑冰錦標賽自由滑表演時肩膀脫臼，但是總分僅落後於淺田真央，獲得亞軍。
安藤美姬在2007年世界花式滑冰錦標賽獲得金牌，總分為195.09分，以不到一分的差距擊敗淺田真央。安藤美姬同時在短曲項目和自由滑項目獲得個人最佳成績。她被評選為時尚日本2007年年度女性 ，並獲得其他六個獎項，包括日本奧運委員會的「最有價值提及獎」。

### 2007年－2008年賽季
安藤美姬以國際滑冰聯盟花式溜冰大獎賽美國站銀牌開始2007年－2008年賽季，但是在2007年國際滑冰聯盟花式溜冰大獎賽日本站僅獲第四名，於自由滑項目摔倒三次。她沒有獲得參加國際滑冰聯盟花式溜冰大獎賽總決賽的資格。
在日本花式滑冰錦標賽，她於自由滑項目再次敗給淺田真央，獲得了銀牌。當年二月，安藤美姬第一次參加四大洲花式滑冰錦標賽，她曾嘗試了完成四周跳，但是失敗。她最終獲得四大洲花式滑冰錦標賽銅牌。由於腿部肌肉拉傷，安藤美姬退出世界花式滑冰錦標賽。

### 2008年－2009年賽季
在2008-2009年賽季，安藤美姬在國際滑冰聯盟花式溜冰大獎賽美國站獲得第三名，敗給金妍兒和中野友加里。安藤美姬在國際滑冰聯盟花式溜冰大獎賽中國站則不敵金妍兒，獲得亞軍。安藤美姬在國際滑冰聯盟花式溜冰大獎賽總決賽自2004年以來第一次在大賽中嘗試完成四周跳，雖然沒有成功。安藤美姬很滿意自己的表現，並表示她將繼續努力完成四周跳。
她在日本花式滑冰錦標賽短曲項目獲得第三名後，於自由滑項目熱身時，不慎撞上村主章枝，膝蓋因此受傷。她以第三名坐收，代表日本參加2009年世界花式滑冰錦標賽。比賽之前，日本滑冰聯合會曾希望她與莫羅佐夫結束合作關係。她在2009年世界花式滑冰錦標賽獲得銅牌，總分是190.38分。
安藤美姬也代表日本參加2009年國際滑冰聯盟世界團體杯，她短曲項目獲得第3名，在自由滑項目獲得第6名，整體名列第5名。日本隊最終獲得銅牌。

### 2009年－2010年賽季

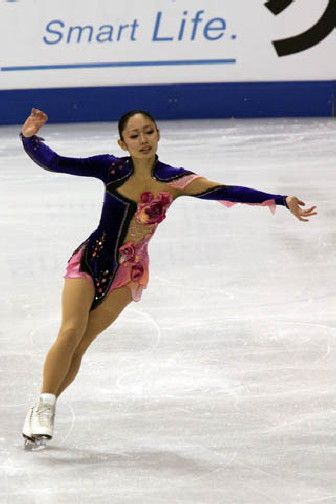
安藤美姬參加2009年世界花式滑冰錦標賽

為了參加2010年冬季奧運會，安藤美姬參加國際滑冰聯盟花式溜冰大獎賽俄羅斯站，以總分171.93分贏得冠軍。她同時在國際滑冰聯盟花式溜冰大獎賽日本站短曲項目和自由滑獲得亞軍，以總分162.55分贏得冠軍。安藤美姬順利獲得2009年－2010年國際滑冰聯盟花式溜冰大獎賽總決賽參加資格
 ，該賽事在東京舉行。
在國際滑冰聯盟花式溜冰大獎賽總決賽中，她在短曲項目得分是66.20分，領先第二名的金妍兒0.56分。在自由滑中，她得分為119.74分，贏得了銀牌。金妍兒為金牌得主，銅牌得主則是鈴木明子，安藤美姬得以參加2010年冬季奧運會。
在日本花式滑冰錦標賽，安藤美姬獲得第4名。在2010年冬季奧運會，安藤美姬於2月23日短曲項目拿下64.76分，排在第四名。安藤美姬在25日舉行的自由滑項目獲得124.10分，名列第6位。安藤美姬最終排名第五名，總分是188.86分。她原本打算跳過2010年－2011年賽季，但是奧運會之後改變主意。
安藤美姬在2010年世界錦標賽獲得177.82分，排名第四名。

### 2010年－2011年賽季

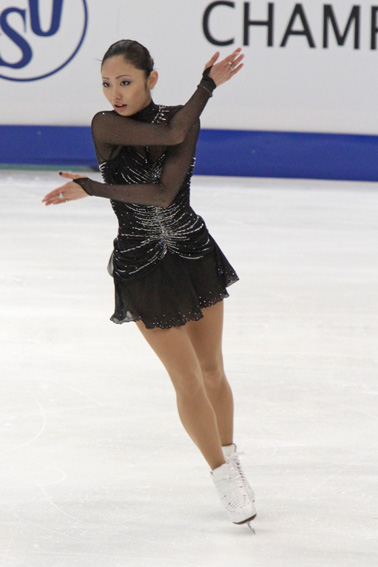
安藤美姬在2011年四大洲花式滑冰錦標賽演出

安藤美姬預計參加國際滑冰聯盟花式溜冰大獎賽俄羅斯站與國際滑冰聯盟花式溜冰大獎賽中國站。2010年8月賽季開始前不久，她改變了訓練基地，從美國新澤西州哈肯薩克移到拉脫維亞陶格夫匹爾斯。她最初打算搬到俄羅斯，但是這個計劃因莫斯科發生大霧和熱浪而改變。
她於國際滑冰聯盟花式溜冰大獎賽中國站表現出色，贏得金牌，銀牌得主為鈴木明子，銅牌得主則是阿倫娜·里奧諾娃（Алёна Игоревна Леонова）。
國際滑冰聯盟花式溜冰大獎賽俄羅斯站中，安藤美姬與哈薩克選手Abzal Rakimgaliev碰撞後，背部受傷。她於短短曲項目獲得第5名，但是在自由滑獲得120.47分，順利贏得金牌，擊敗銀牌得主鈴木明子和銅牌得主阿什利·瓦格納（Ashley Wagner）。
之後安藤美姬在北京參加國際滑冰聯盟花式溜冰大獎賽總決賽，她因失誤於短短曲項目獲得第5名，但是於自由滑項目表現傑出，贏得122.70分，名列第一。然而，這並不足以彌補短曲項目的落後，她以總分173.15分獲得第5名。
12月26日，安藤美姬贏得第三次日本花式滑冰錦標賽，擊敗銀牌得主淺田真央和銅牌得主村上加奈子，這三位選手也被提名參加世界花式滑冰錦標賽（安排在2011年3月於東京舉行）。安藤在四大洲花式滑冰錦標賽中取勝，總成績為201.34分，也是個人有史以來最佳成績。
安藤美姬在世界花式滑冰錦標賽贏得了金牌，以1.29分差距擊敗金妍兒，領先銅牌得主卡羅琳娜·科斯特內爾11.11分。

### 2011年－2012年賽季
2011年3月，安藤美姬取得中京大學學士學位。2011年6月，安藤美姬預計退出2011年－2012年大獎賽。後來她決定不參加整個賽季，只在國際滑冰聯盟世界團體杯出現過一次。相反，安藤美姬於世界各地演出，包含自己規劃「重生花園」活動來紀念2011年3月11日東日本大地震和海嘯的受害者。

### 2012年－2013年賽季
安藤美姬預計參加國際滑冰聯盟花式溜冰大獎賽法國站與國際滑冰聯盟花式溜冰大獎賽中國站。2012年3月，安藤美姬結束與尼古拉·莫羅佐夫的師徒關係。2012年5月，安藤美姬說她不確定是否準備重返賽場，但是必須簽署一份承諾。2012年10月，她退出國際滑冰聯盟花式溜冰大獎賽法國站與國際滑冰聯盟花式溜冰大獎賽中國站，因為無法找到一個固定教練 。安藤美姬後來因傷退出2012年國際滑冰聯盟世界團體杯。在同一個月的月底，安藤美姬得知她已經懷孕。安藤美姬於2013年4月3日順利產下一子，一個月後恢復訓練。2013年1月，安藤美姬離開豐田汽車公司。

### 2013年－2014年賽季
安藤美姬於2013年再度復出，參加2013年內伯霍恩杯，之後順利贏得銀牌（敗給埃琳娜·拉迪奧諾娃）。

## 賽事成績
| 名次 | 名次    | 名次    | 名次    | 名次    | 名次    | 名次    | 名次    | 名次    | 名次    | 名次    | 名次    | 名次    | 名次    | 名次    | 名次 |
| 國際 | 國際    | 國際    | 國際    | 國際    | 國際    | 國際    | 國際    | 國際    | 國際    | 國際    | 國際    | 國際    | 國際    | 國際    | 國際 |
| 賽事 | 1999–00 | 2000–01 | 2001–02 | 2002–03 | 2003–04 | 2004–05 | 2005–06 | 2006–07 | 2007–08 | 2008–09 | 2009–10 | 2010–11 | 2011-12 | 2013–14 |      |
| --- | ------- | ------- | ------- | ------- | ------- | ------- | ------- | ------- | ------- | ------- | ------- | ------- | ------- | ------- | ---- |
| 冬奧 |         |         |         |         |         |         | 15th    |         |         |         | 5th     |         |         |         |      |
| 世錦賽 |         |         |         |         | 4th     | 6th     |         | 1st     | WD      | 3rd     | 4th     | 1st     |         |         |      |
| 四大洲 |         |         |         |         |         |         |         |         | 3rd     |         |         | 1st     |         |         |      |
| GP總決賽 |         |         |         |         |         | 4th     | 4th     | 5th     |         | 6th     | 2nd     | 5th     |         |         |      |
| GP法國站 |         |         |         |         |         |         |         | 2nd     |         |         |         |         |         |         |      |
| GP中國站 |         |         |         |         |         | 4th     |         |         |         | 2nd     |         | 1st     |         |         |      |
| GP俄國站 |         |         |         |         |         |         | 2nd     |         |         |         | 1st     | 1st     |         |         |      |
| GP日本站 |         |         |         |         |         | 2nd     | 4th     |         | 4th     |         | 1st     |         |         |         |      |
| GP美國站 |         |         |         |         |         | 3rd     |         | 1st     | 2nd     | 3rd     |         |         |         |         |      |
| 金旋盃 |         |         |         |         |         |         |         |         |         |         |         |         |         | 2nd     |      |
| 冰上挑戰盃 |         |         |         |         |         |         |         |         |         |         |         |         |         | 2nd     |      |
| 霧笛盃 |         |         |         |         |         |         |         |         |         |         |         |         |         | 2nd     |      |
| 國際（青少年或新人組） |         |         |         |         |         |         |         |         |         |         |         |         |         |         |      |
| 世青賽 |         |         | 3rd     | 2nd     | 1st     |         |         |         |         |         |         |         |         |         |      |
| JGP總決賽 |         |         | 1st     | 3rd     | 1st     |         |         |         |         |         |         |         |         |         |      |
| JGP加拿大站 |         |         |         | 1st     |         |         |         |         |         |         |         |         |         |         |      |
| JGP中國站 |         |         |         | 1st     |         |         |         |         |         |         |         |         |         |         |      |
| JGP捷克站 |         |         | 1st     |         |         |         |         |         |         |         |         |         |         |         |      |
| JGP日本站 |         |         |         |         | 1st     |         |         |         |         |         |         |         |         |         |      |
| JGP墨西哥站 |         |         |         |         | 1st     |         |         |         |         |         |         |         |         |         |      |
| JGP瑞典站 |         |         | 1st     |         |         |         |         |         |         |         |         |         |         |         |      |
| 馬拉多斯特盃 | 1st N.  | 1st N.  |         |         |         |         |         |         |         |         |         |         |         |         |      |
| 國內 |         |         |         |         |         |         |         |         |         |         |         |         |         |         |      |
| 日錦賽 |         |         | 3rd     | 5th     | 1st     | 1st     | 6th     | 2nd     | 2nd     | 3rd     | 4th     | 1st     |         | 7th     |      |
| 日青賽 | 7th     | 3rd     | 1st     | 1st     | 1st     |         |         |         |         |         |         |         |         |         |      |
| 日本新人賽 | 1st     | 1st     |         |         |         |         |         |         |         |         |         |         |         |         |      |
| 團體 |         |         |         |         |         |         |         |         |         |         |         |         |         |         |      |
| 團體世界盃 |         |         |         |         |         |         |         |         |         | 3T / 5P |         |         |         |         |      |
| 日本公開賽 |         |         |         |         |         |         |         |         |         |         |         | 1T / 2P | 3T / 6P |         |      |
| GP = 大獎賽； JGP = 青少年大獎賽； WD = 退賽 組別： N. = 新人； J. = 青少年 T = 團體成績； P = 個人成績；獎牌依團體成績頒發。 |         |         |         |         |         |         |         |         |         |         |         |         |         |         |      |